# Viktor Kibenok
Viktor Nikolaevič Kibenok, ruski gasilec * 17. februar 1963 Ivanivka, Sovjetska zveza † 11. maj 1986 Moskva, Ruska SHS, Sovjetska zveza. 
Kibenok je kot gasilec sodeloval pri gašenju požara v reaktorju 4 jedrske elektrarne Černobil v času Černobilske nesreče. Nekaj dni po nesreči je umrl zaradi sevalne bolezni, po smrti pa je bil posmrtno nagrajen z nazivom Heroja Sovjetske zveze.

## Življenje
Viktor se je rodil v gasilsko družino, gasilca sta bila oče in dedek. Včasih je šel z očetom na nujne primere in opazoval intervencije. To je menda takrat, ko je Kibenok našel svojo ljubezen do gasilstva. Avgusta 1984 je opravil diplomo na gasilsko-tehniški šoli v Čerkasu in bil poslan na delo v Pripjat. Bil je poročnik in glavni stražar v pripjatskem gasilskem domu (SPVCH-6).
Kibenok je opisan kot skrben gasilec močne volje, prijazne narave. Ljubil je tudi motošport in bil lastnik motocikla. V prostem času je spreminjal in predeloval svoj motocikel.
Viktor je bil poročen, njegova žena pa je rodila prvega otroka v času njegove smrti.

## Černobilska nesreča
26. aprila 1986 ponoči so Kibenok in njegovi možje spali na postaji, ko je eksplodiral reaktor 4 v Černobilski jedrski elektrarni. Nekaj minut kasneje se je oglasil alarm. Kibenok je v elektrarno poslal tri gasilske tovornjake. Tja je prišel ob 1:45 zjutraj in se srečal s Pravikom, ki ga je seznanil s tem, kaj se je zgodilo, in mu naročil, naj svoje ljudi odpelje na streho reaktorja 3. Kibenok in njegovi možje so se povzpeli na vrh in začeli gasiti požare okrog prezračevalnega dimnika v reaktorju 4. 
Po nekaj urah so njegovi možje začeli bruhati. Ko je prišel zdravnik, mu je rekel: »Nekaj je narobe ... mojim fantom je vse slabo.«  Nato se je zgrudil in so ga z reševalnim vozilom odpeljali v pripjatsko bolnišnico. Nato so ga odpeljali v moskovsko bolnišnico št. 6.
Kibenok je dobil opekline tudi na notranji strani ust in na ustnicah zaradi vdihavanja gorečega bitumna, vključno z opeklinami na nogah zaradi taljenja bitumna, ki je prekril streho.
11. maja 1986 je Kibenok podlegel akutni sevalni bolezni in umrl v starosti 23 let. Umrl je nekaj ur po smrti svojega prijatelja Vladimirja Pravika.